# Protocollo di Firenze (1913)
Il Protocollo di Firenze, firmato il 17 dicembre 1913, dispose la cessione dell'Epiro settentrionale all'Albania.
Sulla base del Trattato di Londra dello stesso anno, la Conferenza di Londra aveva nominato una commissione internazionale per determinare i confini tra Grecia e Albania. Questo comitato, in una riunione a Firenze, mise a punto un testo che previde la cessione dell'Epiro settentrionale all'Albania. La Grecia protestò con forza, ma alla fine accettò il trattato.
Sebbene la Grecia avesse conquistato la regione durante la prima guerra balcanica, accettò di ritirare le sue truppe. L'evacuazione iniziò nel febbraio 1914. Allo stesso tempo fu formato un governo greco separatista provvisorio, guidato da Georgios Christakis-Zografou. Il mese successivo l'Albania tentò di riprendere il controllo della regione.